# Substitute Teacher
«Substitute Teacher» («Maestro sustituto») es un segmento de la serie de televisión de comedia Key & Peele. Se emitió por primera vez en Comedy Central el 17 de octubre de 2012, como parte de «I'm Retired», el cuarto episodio de la segunda temporada de la serie. «Substitute Teacher» fue dirigido por Peter Atencio y escrita por varios escritores, incluidos los epónimos Keegan-Michael Key y Jordan Peele. En el segmento, el Sr. Garvey (Key) es el profesor sustituto de una clase de biología. Mientras toma lista, Garvey dice el nombre de cada persona de la clase y pronuncia su nombre incorrectamente. Mientras cada estudiante lo corrige, Garvey los regaña.
Al ser subido a YouTube, «Substitute Teacher» se convirtió en un video viral; en enero de 2021, el vídeo tenía 195 millones de visitas. El sketch impulsó una secuela, «Substitute Teacher Pt. 2», como parte del primer episodio de la tercera temporada. En 2015, Deadline Hollywood informó que Paramount Pictures había comprado una propuesta para una versión cinematográfica del sketch. Key repitió su papel del Sr. Garvey en un anuncio de noviembre de 2022 para Paramount+. Desde su debut, «Substitute Teacher» ha recibido una acogida positiva y ha sido analizada por sus comentarios raciales y su visión educativa.

## Trama
El Sr. Garvey es un belicoso y volátil ex profesor del centro de la ciudad durante veinte años y profesor sustituto asignado a una clase de biología predominantemente blanca. Garvey indica cada uno de los nombres en su hoja de asistencia, pronunciando cada nombre incorrectamente, incluidos Jacqueline, pronunciada como Jay-quellin, Blake, pronunciado como Balakay, Denise, pronunciada como Dee-nice y Aaron, pronunciado como Ay-Ay-Ron. Cada alumno corrige a Garvey, quien se niega a aceptar que sus nombres se pronuncien legítimamente en la forma en que ellos lo pronuncian; Garvey proclama que tiene el ojo puesto en Jacqueline, pregunta si Blake «quiere ir a la guerra» e insiste en que Denise diga su nombre correctamente, rompiendo su portapapeles. Cuando Aaron corrige a Garvey, le dice que vaya a la oficina del director O'Shaughnessy, a quien pronuncia como Oh-shag-hennesy. Después de que Aaron se va, Garvey continúa la lista con Timothy, pronunciado como Tym-oh-thee, quien no lo corrige.

## Producción
«Substitute Teacher» fue dirigida por Peter Atencio. En una entrevista con Entertainment Weekly, Keegan-Michael Key describió la sala de escritores como «tiburones en un frenesí después de que un amigo fue arrojado al agua» después de que se anunció la premisa, y agregó que todos «tenían un ejemplo de un nombre que pensaron podría funcionar». Al caracterizar a Jacqueline, Carlson Young declaró que la imaginaba como una «ratón de biblioteca estudiosa» que es sarcástica pero reacia al castigo. Según Key, la frase «insubordinado y grosero» fue improvisada; se utilizó más tarde en «Awesome Hitler Story», un boceto sobre un oficial nazi que cuenta su experiencia al conocer a Adolf Hitler en el segundo episodio de la cuarta temporada. En su podcast The History of Sketch Comedy, Key comparó «Substitute Teacher» con un sketch de The Two Ronnies sobre la mala pronunciación de nombres.
Para encarnar al Sr. Garvey, Key le dio edad e hizo «demacrado» al personaje. Se sugirieron varios nombres, incluidos Jonathan y David. Según Jordan Peele, Aaron y Blake fueron elegidos entre sus amigos de la infancia, y señaló que los nombres eran «realmente blancos». Hablando con Terry Gross de Fresh Air de NPR, Key modeló al Sr. Garvey a partir de un consejero vigilante y agresivo que tuvo en su escuela primaria católica predominantemente negra. Peele aparece como Timothy, quien dice «presente» al final del boceto, enfatizando incorrectamente el «pre». Shelby Fero, quien interpretó a Denise, contó que Peele estuvo casi ausente del boceto y que se suponía que Timothy sería otro estudiante cuyo nombre fue mal pronunciado. Key usó su «Gupta», un término para una decisión ejecutiva única, para enfatizar el «pre» del «presente». En el boceto, Aaron, interpretado por Zack Pearlman, usa gafas protectoras innecesariamente debido a la conjuntivitis de Pearlman.
Los actores de «Substitute Teacher» repitieron su papel en «Substitute Teacher Pt. 2» en el episodio de estreno de la tercera temporada. Key y Peele intentaron recuperar la esencia del primer boceto (la dicotomía del centro de la ciudad yuxtapuesta a una escuela suburbana) sin repetir el chiste de pronunciación incorrecta. La idea original del sketch consideraba al Sr. Garvey dando una clase de español desde una perspectiva militar, de modo que las únicas frases que podía recitar eran «¡Ayúdame, estoy secuestrado!» o «¿Cuánto por esa prostituta?». «Substitute Teacher Pt. 2» finalmente reutilizó los personajes originales, pero los involucró intentando explicarle a un desconfiado Garvey que debían salir temprano de clase para tomar fotografías del anuario de sus clubes extracurriculares; Timothy puede irse temprano después de decirle que necesita recoger a su hija. Se nombra a otra estudiante, Jessica, que se pronuncia Jess-see-ca, pero no habla.

## Recepción y legado
En enero de 2021, «Substitute Teacher» tenía 195 millones de visitas en YouTube, lo que lo convierte en uno de los sketches más reconocidos de Key & Peele, aunque el dúo no había planeado publicarlo en línea. En particular, el sketch recibió elogios de los educadores, quienes lo mostraron en sus clases. Screen Rant clasificó «I'm Retired», el episodio que incluye el sketch, como el cuarto mejor episodio de Key & Peele en gran parte debido al mismo, y TV Insider calificó a «Substitute Teacher» como uno de sus sketches favoritos. The Washington Post calificó el sketch como uno de los más definitorios de la década de 2000. Vulture clasificó el sketch como el séptimo mejor sketch de Key & Peele. Key atribuyó el éxito de «Substitute Teacher» , junto con «East/West College Bowl», a la pronunciación y propiedad de los nombres; en East/West College Bowl 3, aparece un personaje llamado «A. A. Ron Rodgers», interpretado por Aaron Rodgers. En septiembre de 2014, Key y Peele revelaron que estaban negociando con Paramount Pictures para desarrollar una película sobre «Substitute Teacher». En noviembre de 2015, Deadline Hollywood informó que 21 Laps Entertainment produciría la película y que sería escrita por los productores ejecutivos de Key & Peele. Rich Talarico y Alex Rubens. La trama supuestamente involucraría al Sr. Garvey y un maestro rival, interpretado por Peele, adorado por los estudiantes. En noviembre de 2022, Key repitió su papel de Garvey para un anuncio de Paramount+ que presenta personajes de varias propiedades de Paramount en el papel de estudiantes.

## Análisis
Hecong Qin, estudiante de la Universidad de California en Berkeley, analizó «Substitute Teacher» y su secuela para «Unlocking Key & Peele», un proyecto digital. Qin señaló que el sketch invierte los estereotipos culturales (que los maestros blancos no pueden pronunciar los nombres de las personas de color) para demostrar la relatividad cultural y resaltar las diferencias culturales. Además, observa las expresiones realistas y moderadas de los estudiantes frente al dramático lenguaje corporal y las acciones del Sr. Garvey. Qin también destaca la elección de palabras utilizadas por Garvey, contrastando su jerga con el uso de palabras como «insubordinado y grosero», «travieso y engañoso» y «chicanero y deplorable», siendo el último uso de «chicanero» un intento de utilizar el paralelismo. En la secuela, compara la experiencia de los estudiantes blancos, que a menudo realizan actividades extracurriculares, con la de los estudiantes negros, que pueden lidiar con la paternidad adolescente. Nerdist hizo una comparación similar de la dificultad de pronunciación, y Code Switch subrayó la «dualidad de la identidad negra» presente en Key & Peele en su conjunto, particularmente en «Substitute Teacher». El profesor de literatura negra Brandon J. Manning postuló que el apellido del Sr. Garvey podría ser una referencia a Marcus Garvey, un nacionalista negro que compartía el fervor de Garvey.
El análisis educativo de «Substitute Teacher» ha variado. Patricia H. Hinchey, profesora de la Universidad Estatal de Pensilvania, y Pamela J. Konkol, profesora de fundamentos educativos, escribieron que las suposiciones de los educadores (a menudo erróneas) sobre los estudiantes de una cultura desconocida pueden conducir a situaciones incómodas. Amy L. Plackowski, profesora de lingüística en Hudson High School en Hudson, Massachusetts, utilizó «Substitute Teacher» para analizar las percepciones de Key y Peele sobre el inglés afroestadouniense vernáculo, así como la audiencia. La emprendedora social Jill Vialet fue más crítica con el sketch y su secuela, encontrándolo junto con la serie de libros Miss Nelson is Missing! por Harry Allard representativo de la narrativa de que los maestros sustitutos son crueles e incompetentes. Kakali Bhattacharya, profesor de investigación cualitativa de la Universidad de Florida, revalúa «Substitute Teacher» como un reflejo de la utilización cultural como arma contra los estudiantes de color; en tal contexto, el único alivio—según Bhattacharya—es alinear la propia cultura con la del opresor. 

### Citas
1. ↑  Drysdale, Rebecca; Dunn, Colton; Key, Keegan-Michael (October 17, 2012). «I'm Retired». Key & Peele. Episodio 4. Temporada 2. Comedy Central. Archivado del original el 2023-09-04. https://web.archive.org/web/20230904001607/https://www.paramountplus.com/shows/video/5xDMUCX0g3hHYYhI7f3lD0hCkktyZUBu/. Consultado el 2023-09-03.
2. 1 2 3 4  Baldwin, Kristen (28 de enero de 2021). «'Ya done messed up, A-A-Ron': An oral history of Key and Peele's 'Substitute Teacher'». Entertainment Weekly (en inglés). Archivado desde el original el 4 de septiembre de 2023. Consultado el 3 de septiembre de 2023.
3. ↑  Drysdale, Rebecca; Dunn, Colton; Key, Keegan-Michael (October 1, 2014). «Little Homie». Key & Peele. Episodio 2. Temporada 4. Comedy Central. https://www.paramountplus.com/shows/key-and-peele/video/oPQNjNtJLhshhggyUi1w3IvWUW_0d5ko/. Consultado el 2023-09-03.
4. ↑  Zinoman, Jason (27 de enero de 2021). «On Keegan-Michael Key's Podcast, a Provocative Case for Sketch Comedy». The New York Times. Archivado desde el original el 14 de noviembre de 2022. Consultado el 4 de septiembre de 2023.
5. 1 2 3  Meslow, Scott (10 de septiembre de 2015). «Key & Peele explain how they created 'Substitute Teacher'». The Week. Archivado desde el original el 4 de septiembre de 2023. Consultado el 3 de septiembre de 2023.
6. ↑  

 Key And Peele, Biracial Roots Bestow Special Comedic 'Power'.
 
2013-11-20.
7. ↑  Drysdale, Rebecca; Dunn, Colton; Key, Keegan-Michael (September 18, 2013). «Les Mis». Key & Peele. Episodio 1. Temporada 3. Comedy Central. https://www.paramountplus.com/shows/key-and-peele/video/9yaAvp5Dt_NRmZUFi1H2JbOgqc7XyIAj/. Consultado el 2023-09-03.
8. ↑  Mallenbaum, Carly (25 de marzo de 2015). «A-A-ron! The best mispronounced names from Key and Peele's 'Substitute Teacher'». USA Today. Archivado desde el original el 4 de septiembre de 2023. Consultado el 3 de septiembre de 2023.
9. ↑  Palamara, Kristen (23 de abril de 2023). «Top 10 Key & Peele Episodes Ranked». Screen Rant. Archivado desde el original el 4 de septiembre de 2023. Consultado el 3 de septiembre de 2023.
10. ↑  Peppiatt, Oliver (30 de octubre de 2022). «'Key & Peele' Heads to Netflix! Rewatch Our 10 Favorite Sketches». TV Insider. Archivado desde el original el 4 de septiembre de 2023. Consultado el 3 de septiembre de 2023.
11. ↑  Izadi, Elahe (23 de octubre de 2019). «The 20 defining comedy sketches of the past 20 years». The Washington Post. Archivado desde el original el 31 de mayo de 2023. Consultado el 4 de septiembre de 2023.
12. ↑  Kavner, Lucas (13 de septiembre de 2015). «All 298 Key & Peele Sketches, Ranked». Vulture. Archivado desde el original el 11 de mayo de 2023. Consultado el 19 de septiembre de 2023.
13. ↑  Dubin, Jared (28 de enero de 2015). «Key & Peele, Aaron Rodgers spoof player introductions». CBS Sports. Archivado desde el original el 31 de agosto de 2018. Consultado el 29 de noviembre de 2023.
14. ↑  Rahman, Ray (25 de septiembre de 2014). «Key and Peele on 'Police Academy' reboot and working with Judd Apatow». Entertainment Weekly (en inglés). Archivado desde el original el 4 de septiembre de 2023. Consultado el 3 de septiembre de 2023.
15. ↑  Fleming, Mike Jr. (3 de septiembre de 2023). «Paramount To Turn Key & Peele's 'Substitute Teacher' Into Feature; Keegan-Michael Key And Jordan Peele To Star». Deadline Hollywood. Archivado desde el original el 29 de abril de 2015. Consultado el 3 de septiembre de 2023.
16. ↑  Wang, Jessica (23 de noviembre de 2022). «Keegan-Michael Key returns as substitute teacher Mr. Garvey to school Peppa Pig, Dora the Explorer, and more». Entertainment Weekly (en inglés). Archivado desde el original el 3 de diciembre de 2022. Consultado el 3 de septiembre de 2023.
17. ↑  Qin, Hecong (5 de junio de 2020). «The Incorrigible Mr. Garvey: "Substitute Teacher" and the Farce of Educational Inequality». Universidad de California en Berkeley. Archivado desde el original el 4 de septiembre de 2023. Consultado el 3 de septiembre de 2023.
18. ↑  DarkSkyLady (31 de enero de 2022). «These Key & Peele Sketches Are Inherently and Hilariously Black». Nerdist. Archivado desde el original el 4 de septiembre de 2023. Consultado el 3 de septiembre de 2023.
19. ↑  Cook, Anthony (29 de julio de 2015). «'Key & Peele' Is Ending. Here Are A Few Of Its Code Switch-iest Moments». Code Switch. NPR. Archivado desde el original el 4 de septiembre de 2023. Consultado el 4 de septiembre de 2023.
20. ↑  Manning, 2022, p. 64.
21. ↑  Hinchey y Konkol, 2018, p. 17.
22. ↑  Plackowski, 2019, p. 36.
23. ↑  Vialet y von Moos, 2021, p. 54.
24. ↑  Bhattacharya, 2023, p. 18.

### Obras citadas
- Bright, Anita; Cardiel, Christopher (2019). «Correct Pronunciation of Student Names: A Foundation for Language Learning».  En Coppersmith, Sarah; Slapac, Alina, eds. Beyond Language Learning Instruction: Transformative Supports for Emergent Bilinguals and Educators. Hershey: IGI Global. ISBN 9781799819646.
- Bhattacharya, Kakali (2023). «Absurd Hopescapes: Flipping the Script Through Just Qualitative Research».  En Denzin, Norman; Giardina, Michael, eds. Global Shifts in Qualitative Inquiry: New Directions, New Challenges. Oxford: Taylor & Francis. ISBN 9781000916218.
- Plackowski, Amy (2019). «Chapter 1: "Word Crimes" and Linguistic Ideology».  En Devereaux, Michelle; Palmer, Chris, eds. Teaching Language Variation in the Classroom: Strategies and Models from Teachers and Linguists. Oxford: Taylor & Francis. ISBN 9780429943676.
- Hinchey, Patricia; Konkol, Pamela (2018). Getting to Where We Meant to Be: Working Toward the Educational World We Imagine/d. Gorham: Myers Education Press. ISBN 9781975500023.
- Manning, Brandon (2022). Played Out: The Race Man in Twenty-First-Century Satire. New Brunswick: Rutgers University Press. ISBN 9781978824263.
- Marx, Nick (2019). Sketch Comedy: Identity, Reflexivity, and American Television. Bloomington: Indiana University Press. ISBN 9780253044273.
- Vialet, Jill; von Moos, Amanda (2021). Substantial Classrooms: Redesigning the Substitute Teaching Experience. Hoboken: Wiley. ISBN 9781119663836.

- Datos: Q110560919